# Arundinella berteroniana
Arundinella berteroniana là một loài thực vật có hoa trong họ Hòa thảo. Loài này được (Schult.) Hitchc. & Chase mô tả khoa học đầu tiên năm 1917.